# Jaroslav Michel
Jaroslav Michel (30. září 1932 Karlovy Vary – 2017), často uváděný jako Jaroslav Michl, byl český lední hokejista a trenér, který se usadil v Bratislavě. Patřil k tzv. obojživelníkům, nejvyšší soutěž hrál rovněž ve fotbale.

## Hokejová kariéra
Začínal v Karlových Varech. V československé lize hrál za Slavii/Dynamo Karlovy Vary (1951–1953 a 1955/56) a Slovan Bratislava (1955 a 1956–1962).
V nižších soutěžích nastupoval také za Červenou hviezdu Bratislava.

## Fotbalová kariéra
V československé lize nastoupil za Slovan ÚNV Bratislava ve čtyřech utkáních (27.04.1958–18.05.1958) a vstřelil jednu prvoligovou branku – v neděli 11. května 1958 v Bratislavě do sítě Spartaku Trnava. Patřil do širšího kádru A-mužstva a hrál převážně v B-mužstvu Slovanu.
Před příchodem do Slovanu hrál za Slavii Karlovy Vary a Červenou hviezdu Bratislava.

### Ligová bilance
| Ročník             | Zápasy | Góly | Minuty | Klub                     |
| ------------------ | ------ | ---- | ------ | ------------------------ |
| I. liga 1957/58    | 4      | 1    | 360    | TJ Slovan ÚNV Bratislava |
| CELKEM I. ČS. LIGA | 4      | 1    | 360    |                          |